# Honda Indy Edmonton de 2010
O Honda Indy Edmonton de 2010 foi a décima primeira corrida da temporada de 2010 da IndyCar Series. A corrida foi disputada no dia 18 de julho no circuito montado no Edmonton City Centre Airport, localizado na cidade de Edmonton, Alberta. O vencedor foi o neozelandês Scott Dixon, da equipe Chip Ganassi Racing.

## Pilotos e Equipes
No total 25 carros foram inscritos para corrida.
| Nº | Piloto                  | Equipe                     | Chassis | Motor | Pneu |
| -- | ----------------------- | -------------------------- | ------- | ----- | ---- |
| 2  | Raphael Matos           | de Ferran Dragon Racing    | Dallara | Honda | F    |
| 3  | Hélio Castroneves       | Team Penske                | Dallara | Honda | F    |
| 4  | Dan Wheldon             | Panther Racing             | Dallara | Honda | F    |
| 5  | Takuma Sato (R)         | KV Racing Technology       | Dallara | Honda | F    |
| 6  | Ryan Briscoe            | Team Penske                | Dallara | Honda | F    |
| 7  | Danica Patrick          | Andretti Autosport         | Dallara | Honda | F    |
| 8  | E. J. Viso              | KV Racing Technology       | Dallara | Honda | F    |
| 9  | Scott Dixon             | Chip Ganassi Racing        | Dallara | Honda | F    |
| 10 | Dario Franchitti        | Chip Ganassi Racing        | Dallara | Honda | F    |
| 11 | Tony Kanaan             | Andretti Autosport         | Dallara | Honda | F    |
| 12 | Will Power              | Team Penske                | Dallara | Honda | F    |
| 14 | Vitor Meira             | A. J. Foyt Enterprises     | Dallara | Honda | F    |
| 15 | Paul Tracy              | KV Racing Technology       | Dallara | Honda | F    |
| 18 | Milka Duno              | Dale Coyne Racing          | Dallara | Honda | F    |
| 19 | Alex Lloyd (R)          | Dale Coyne Racing          | Dallara | Honda | F    |
| 22 | Justin Wilson           | Dreyer & Reinbold Racing   | Dallara | Honda | F    |
| 24 | Tomas Scheckter         | Dreyer & Reinbold Racing   | Dallara | Honda | F    |
| 26 | Marco Andretti          | Andretti Autosport         | Dallara | Honda | F    |
| 32 | Mario Moraes            | KV Racing Technology       | Dallara | Honda | F    |
| 34 | Mario Romancini (R)     | Conquest Racing            | Dallara | Honda | F    |
| 36 | Bertrand Baguette (R)   | Conquest Racing            | Dallara | Honda | F    |
| 37 | Ryan Hunter-Reay        | Andretti Autosport         | Dallara | Honda | F    |
| 77 | Alex Tagliani           | FAZZT Race Team            | Dallara | Honda | F    |
| 78 | Simona de Silvestro (R) | HVM Racing                 | Dallara | Honda | F    |
| 06 | Hideki Mutoh            | Newman/Haas/Lanigan Racing | Dallara | Honda | F    |

- (R) - Rookie

## Resultados

### Treino classificatório
| Pos. | Nº | Piloto                  | Equipe                   | Q1        | Q1        | Q2        | Q3        |
| Pos. | Nº | Piloto                  | Equipe                   | Grupo 1   | Grupo 2   | Q2        | Q3        |
| ---- | -- | ----------------------- | ------------------------ | --------- | --------- | --------- | --------- |
| 1    | 12 | Will Power              | Team Penske              | 1:00.9285 |           | 1:01.0731 | 1:00.7126 |
| 2    | 3  | Hélio Castroneves       | Team Penske              | 1:01.5903 |           | 1:01.2138 | 1:00.7891 |
| 3    | 9  | Scott Dixon             | Chip Ganassi Racing      |           | 1:01.8583 | 1:01.2329 | 1:01.2395 |
| 4    | 10 | Dario Franchitti        | Chip Ganassi Racing      | 1:01.7341 |           | 1:01.3530 | 1:01.2481 |
| 5    | 6  | Ryan Briscoe            | Team Penske              | 1:01.2556 |           | 1:01.2349 | 1:01.3799 |
| 6    | 8  | E. J. Viso              | KV Racing Technology     |           | 1:01.9084 | 1:01.4394 | 1:01.6122 |
| 7    | 78 | Simona de Silvestro (R) | HVM Racing               |           | 1:01.7385 | 1:01.5438 |           |
| 8    | 37 | Ryan Hunter-Reay        | Andretti Autosport       |           | 1:01.8249 | 1:01.5596 |           |
| 9    | 22 | Justin Wilson           | Dreyer & Reinbold Racing | 1:01.7594 |           | 1:01.5887 |           |
| 10   | 2  | Raphael Matos           | De Ferran Dragon Racing  | 1:01.8319 |           | 1:01.7015 |           |
| 11   | 06 | Hideki Mutoh            | Newman/Haas Racing       |           | 1:02.0307 | 1:02.1935 |           |
| 12   | 24 | Tomas Scheckter         | Dreyer & Reinbold Racing |           | 1:02.1022 | 1:02.9751 |           |
| 13   | 5  | Takuma Sato (R)         | KV Racing Technology     | 1:01.9181 |           |           |           |
| 14   | 32 | Mario Moraes            | KV Racing Technology     |           | 1:02.1324 |           |           |
| 15   | 15 | Paul Tracy              | KV Racing Technology     | 1:02.3264 |           |           |           |
| 16   | 26 | Marco Andretti          | Andretti Autosport       |           | 1:02.1465 |           |           |
| 17   | 34 | Mario Romancini (R)     | Conquest Racing          | 1:02.4191 |           |           |           |
| 18   | 19 | Alex Lloyd (R)          | Dale Coyne Racing        |           | 1:02.2203 |           |           |
| 19   | 77 | Alex Tagliani           | FAZZT Race Team          | 1:02.5240 |           |           |           |
| 20   | 36 | Bertrand Baguette (R)   | Conquest Racing          |           | 1:02.5193 |           |           |
| 21   | 7  | Danica Patrick          | Andretti Autosport       | 1:02.5795 |           |           |           |
| 22   | 4  | Dan Wheldon             | Panther Racing           |           | 1:02.7397 |           |           |
| 23   | 14 | Vitor Meira             | A. J. Foyt Enterprises   | 1:02.7511 |           |           |           |
| 24   | 11 | Tony Kanaan             | Andretti Autosport       |           | sem tempo |           |           |
| 25   | 18 | Milka Duno              | Dale Coyne Racing        | sem tempo |           |           |           |

- (R) - Rookie

## Corrida
| Pos       | Nº | Piloto                  | Equipe                   | Voltas | Tempo        | Largada | Voltas na Liderança | Pontos |
| --------- | -- | ----------------------- | ------------------------ | ------ | ------------ | ------- | ------------------- | ------ |
| 1         | 9  | Scott Dixon             | Chip Ganassi Racing      | 95     | 1:50:37.0551 | 3       | 2                   | 50     |
| 2         | 12 | Will Power              | Team Penske              | 95     | +2.6688      | 1       | 76                  | 43     |
| 3         | 10 | Dario Franchitti        | Chip Ganassi Racing      | 95     | +3.2831      | 4       | 0                   | 35     |
| 4         | 6  | Ryan Briscoe            | Team Penske              | 95     | +8.8652      | 5       | 0                   | 32     |
| 5         | 37 | Ryan Hunter-Reay        | Andretti Autosport       | 95     | +11.1482     | 8       | 0                   | 30     |
| 6         | 15 | Paul Tracy              | KV Racing Technology     | 95     | +11.9091     | 15      | 0                   | 28     |
| 7         | 32 | Mario Moraes            | KV Racing Technology     | 95     | +16.9015     | 14      | 0                   | 26     |
| 8         | 8  | E. J. Viso              | KV Racing Technology     | 95     | +18.2206     | 6       | 0                   | 24     |
| 9         | 5  | Takuma Sato (R)         | KV Racing Technology     | 95     | +21.5880     | 13      | 0                   | 22     |
| 10        | 3  | Hélio Castroneves       | Team Penske              | 95     | +1:02.6011   | 2       | 17                  | 20     |
| 11        | 26 | Marco Andretti          | Andretti Autosport       | 94     | +1 volta     | 16      | 0                   | 19     |
| 12        | 11 | Tony Kanaan             | Andretti Autosport       | 94     | +1 volta     | 24      | 0                   | 18     |
| 13        | 2  | Raphael Matos           | de Ferran Dragon Racing  | 94     | +1 volta     | 10      | 0                   | 17     |
| 14        | 36 | Bertrand Baguette (R)   | Conquest Racing          | 84     | +1 volta     | 20      | 0                   | 16     |
| 15        | 7  | Danica Patrick          | Andretti Autosport       | 94     | +1 volta     | 21      | 0                   | 15     |
| 16        | 14 | Vitor Meira             | A. J. Foyt Enterprises   | 93     | +2 voltas    | 23      | 0                   | 14     |
| 17        | 06 | Hideki Mutoh            | Newman/Haas Racing       | 93     | +2 voltas    | 11      | 0                   | 13     |
| 18        | 19 | Alex Lloyd (R)          | Dale Coyne Racing        | 92     | +3 voltas    | 18      | 0                   | 12     |
| 19        | 24 | Tomas Scheckter         | Dreyer & Reinbold Racing | 90     | +5 voltas    | 12      | 0                   | 12     |
| 20        | 4  | Dan Wheldon             | Panther Racing           | 90     | +5 voltas    | 22      | 0                   | 12     |
| 21        | 22 | Justin Wilson           | Dreyer & Reinbold Racing | 88     | +7 voltas    | 9       | 0                   | 12     |
| 22        | 78 | Simona de Silvestro (R) | HVM Racing               | 87     | Abandonou    | 7       | 0                   | 12     |
| 23        | 77 | Alex Tagliani           | FAZZT Race Team          | 52     | Contato      | 19      | 0                   | 12     |
| 24        | 34 | Mario Romancini (R)     | Conquest Racing          | 52     | Contato      | 17      | 0                   | 12     |
| 25        | 18 | Milka Duno              | Dale Coyne Racing        | 4      | Mecânico     | 25      | 0                   | 10     |
| Relatório |    |                         |                          |        |              |         |                     |        |

- (R) - Rookie

## Tabela do campeonato após a corrida
Observe que somente as dez primeiras posições estão incluídas na tabela.
| Pos | Var     | Piloto           | Pontos |
| --- | ------- | ---------------- | ------ |
| 1   | Estável | Will Power       | 420    |
| 2   | Estável | Dario Franchitti | 370    |
| 3   | Estável | Scott Dixon      | 349    |
| 4   | Estável | Ryan Briscoe     | 324    |
| 5   | Estável | Ryan Hunter-Reay | 316    |

| Pos | Var     | Piloto            | Pontos |
| --- | ------- | ----------------- | ------ |
| 6   | Estável | Hélio Castroneves | 305    |
| 7   | Estável | Tony Kanaan       | 291    |
| 8   | Estável | Justin Wilson     | 252    |
| 9   | Aumento | Marco Andretti    | 244    |
| 10  | Baixa   | Dan Wheldon       | 243    |